# Dave Cousins
Dave Cousins (narozen jako David Joseph Hindson; 7. ledna 1940 – 13. července 2025) byl vedoucí, zpěvák a nejaktivnější skladatel britské skupiny Strawbs od roku 1967.

## Kariéra
Strawbs byli původně známi jako Strawberry Hill Boys a hráli bluegrass, ale časem inklinovali k jiným stylům jako folk, folk rock, progresivní rock.
Cousins též vystupoval jako akustické duo Cousins-Willoughby s kytaristou Strawbs Brianem Willoughbym a jako Acoustic Strawbs s Willoughbym (do srpna 2004), Davem Lambertem a Chasem Cronkem (od září 2004).
Akademického vzdělání dosáhl ve statistice a matematice na universitě v Leicesteru a také působil v rozhlase. Byl producentem pro stanici Denmark Radio (1969–1979), pak působil ve stanici Radio Tees (1980–1982) a jako ředitel stanice Devon Air v Devonu (1982–1990). Od roku 1991 pracoval Cousins pro společnost St. David's Research, kde se uplatnil v několika úspěšných obchodních operacích pro britské lokální radiostanice. Provozoval též Witchwood Records, nezávislou nahrávací společnost.
Dave Cousins je stále velmi aktivní a podniká každý rok několikaměsíční turné po Evropě a Severní Americe.
V roce 2014 Cousins vydal svou autobiografii "Exorcising ghosts Strawbs & other lives" u nakladatelství Witchwood Media Limited.

## Sólová alba
- Two Weeks Last Summer (1972)
- Old School Songs (1979) (s Brianem Willoughbym)
- The Bridge (1994) (s Brianem Willoughbym)
- Hummingbird (2002) (s Rickem Wakemanem)
- Wakeman and Cousins „Live 1988“ (2005) (s Rickem Wakemanem)
- High Seas (2005) (s Conny Conradem)